# Campionato tedesco femminile di pallavolo
Il campionato tedesco di pallavolo femminile è un insieme di tornei pallavolistici per squadre di club tedeschi, istituiti dalla federazione pallavolistica della Germania.

## Struttura
- Campionati nazionali professionistici:

1. Bundesliga: a girone unico, partecipano nove squadre.
2. Bundesliga Pro: a girone unico, partecipano quattordici squadre;
2. Bundesliga: a due gironi, partecipano ventisei squadre;
- Campionati nazionali non professionistici:

Dritte Liga: a quattro gironi, partecipano quaranta squadre.